# 15-cm-sIG 33 (Sf) auf Pz. I B

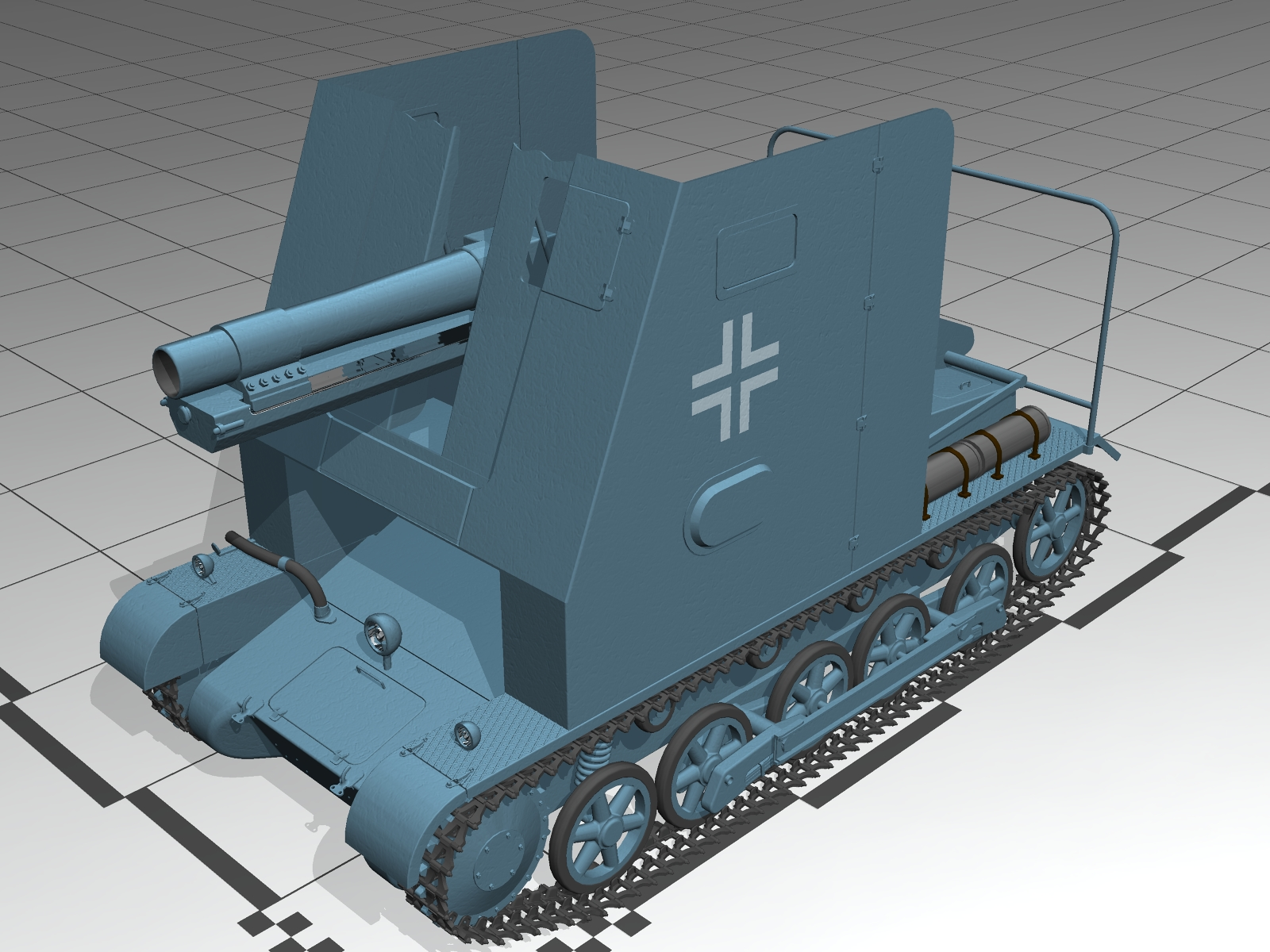
Sturmpanzer I (model)

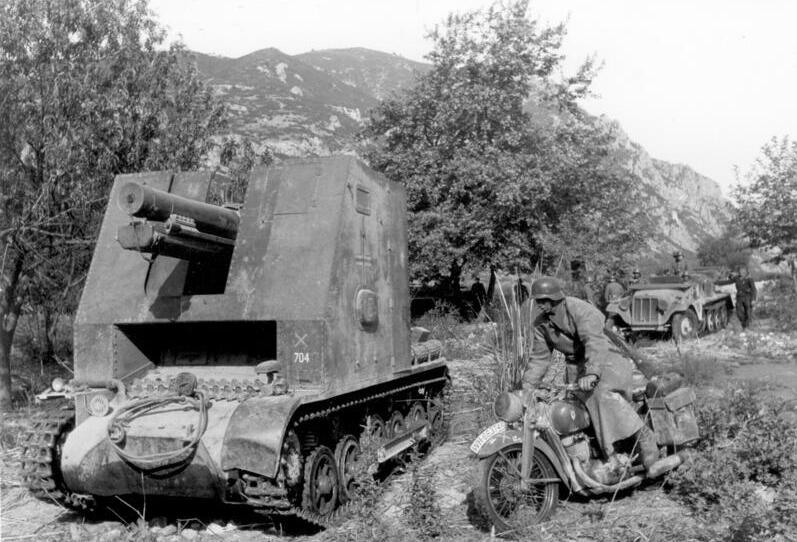
Panzer I s kanónem sIG33

15-cm-schweres Infanteriegeschütz 33 (Sf) auf Fahrgestell Panzerkampfwagen I Ausf. B, zkráceně 15-cm-sIG 33 (Sf) auf Pz. I B, v literatuře nepřesně označováno jako Sturmpanzer I či Bison I, bylo německé samohybné dělo používané v druhé světové válce. Šlo o jedno z prvních samohybných děl wehrmachtu, které vzniklo na konci roku 1939. Jednalo se o instalaci 150mm houfnice včetně kol na podvozek tanku Panzerkampfwagen I Ausf.B. Samohybné dělo bylo poprvé použito v bitvě o Francii, poté i na Balkáně a v SSSR. Bylo celkem vyrobeno 38 kusů tohoto stroje.
V roce 1942 byl vyroben první prototyp samohybného děla 15 cm sIG 33 auf Fahrgestell PzKpfw II, které též bylo známé jako Bison II. Jednalo se o stejnou houfnici ráže 150mm tentokrát bez kol umístěnou na podvozku tanku PzKpfw II, který byl prodloužen o jedno pojezdové kolo. I tentokráte se ukázalo, že podvozek je přetížený, že dochází k přehřívání motoru. Bylo vyrobeno pouhých 12 kusů.